# دوشان بوبوفيتش
دوشان بوبوفيتش هو لاعب كرة قدم صربي في مركز الهجوم، ولد في 20 أبريل 1981 في Negotin ‏ في صربيا. لعب مع أدميرا فاكر مودلينغ وتيموك زاييتشار ونادي فولين لوتسك.

## وصلات خارجية
- دوشان بوبوفيتش على موقع اتحاد أوكرانيا (الإنجليزية)
- دوشان بوبوفيتش على موقع قاعدة بيانات كرة القدم.إي يو (الإنجليزية)
- دوشان بوبوفيتش على موقع Soccerway.com (الإنجليزية)
- دوشان بوبوفيتش على موقع عالم كرة القدم.نت (الإنجليزية)